# Tampa Open 1982
Il Tampa Open 1982 è stato un torneo di tennis giocato sul cemento. È stata la 2ª edizione del torneo, che fa parte del Volvo Grand Prix 1982. Si è giocato ad Tampa negli Stati Uniti dal 26 aprile al 2 maggio 1982.

## Campioni

### Singolare maschile
Brian Gottfried ha battuto in finale  Mike Estep con il punteggio di 6–7, 6–2, 6–4

### Doppio maschile
Tim Gullikson /  Tom Gullikson hanno battuto in finale  Brian Gottfried /  Hank Pfister con il punteggio di 6–2, 6–3